# Zé Leandro
Zé Leandro, właśc. José Leandro de Souza (ur. 14 maja 1985 w Nhandeara w stanie São Paulo) – brazylijski piłkarz występujący na pozycji pomocnika.

## Kariera piłkarska

### Kariera klubowa
Jest wychowankiem S.E. Matsubara, w którym w 2003 rozpoczął karierę piłkarską. Na początku 2004 został zaproszony do ukraińskiego Metałurha Donieck. W styczniu 2008 wypożyczony do Arsenału Kijów, ale nawet nie trenował się z klubem, a grał w brazylijskim Murici. W 2009 ponownie wypożyczony, tym razem do klubu Paraná Clube, ale już w lutym opuścił klub. W 2010 podpisał kontrakt z Esportivo, a latem 2010 przeniósł się do Operário Ponta Grossa.

## Sukcesy i odznaczenia

### Sukcesy klubowe
- brązowy medalista Mistrzostw Ukrainy: 2004, 2005